# خوشحالی (مانگا)
خوشحالی (ژاپنی: ハピネス هپبورن: Hapinesu) یک مجموعهٔ مانگا ژاپنی، که توسط شوزو اُشیمی نوشته و مصورسازی شده‌است. این مجموعه توسط انتشارات کودانشا در مجله شونن بساتسو ژاپن و کودانشا کامیک ایالات متحده آمریکا در ایالات متحده منتشر شده‌است.

## انتشار
شوزو اشیمی مجموعه را در مارس ۲۰۱۵ در مجله کودانشو شونن مانگا،در ۹ فوریه ۲۰۱۵ در مجله بساتسو شونن آغاز کرد.
سه جلد از این مجموعه در مه ۲۰۱۶ منتشر شد.

## جلدها
| 1. «ولگرد» (ノラ Nora) 2. «صحنه خون» (血のにおい Chi no Nioi) 3. «عوارض» (葛藤 Kattō) 4. «خواب‌گردی» (夜歩 Yoru Aruku) 5. «بازپرداخت» (代償 Daishō) |

| 1. «دو زوج» (二組 Futagumi) 2. «غرق در خون» (血沫 Ketsu Matsu) 3. «گریه و فریاد» (咆哮 Hōkō) 4. «تاریکی» (暗闇 Kurayami) 5. «ساکو» (サク Saku) |

| 1. «یوکی» (勇樹 Yūki) 2. «فراتر از حصار» (化外 Kegai) 3. «اتاق خواب» (寝床 Nedoko) 4. «شناسایی شده» (発覚 Hakkaku) 5. «تقاطع» (交差 Kōsa) |